# Odorrana utsunomiyaorum
Odorrana utsunomiyaorum es una especie de anfibio anuro de la familia Ranidae.

## Distribución geográfica
Esta especie es endémica de las islas Ishigaki-jima e Iriomote-jima en las islas Yaeyama en el archipiélago Nansei en Japón.

## Descripción
Esta especie es la más pequeña del grupo Odorrana narina, mide de 40 a 48 mm para los machos y de 46 a 58 mm para las hembras. Su color general varía de marrón claro o marrón verdoso.

## Publicación original
- Matsui, 1994 : A taxonomic study of the Rana narina complex, with description of three new species (Amphibia: Ranidae). Zoological Journal of the Linnean Society, vol. 111, p. 385-415.[5]